# إدوارد هنري تروتر
إدوارد هنري تروتر (بالإنجليزية: Edward Henry Trotter)‏ هو عسكري جنوب أفريقي، ولد في 1 ديسمبر 1872 في لندن في المملكة المتحدة، وتوفي في 8 يوليو 1916 في سوم في فرنسا.